# Dolina Środkowej Maruszy
Dolina Środkowej Maruszy (541.3) – makroregion fizycznogeograficzny Wyżyny Transylwańskiej. Odcinek doliny Maruszy w jej środkowym biegu, między Karpatami Wschodnimi a Górami Zachodniorumuńskimi. 
Dolina Środkowej Maruszy ciągnie się wąskim pasem z północnego wschodu na południowy zachód w poprzek Wyżyny Transylwańskiej, dzieląc Równinę Transylwańską na północy i Wyżynę Tyrnawską na południu, a następnie od południa otaczając Góry Maruszy. 
Dolina Środkowej Maruszy stanowi oś osadniczą i komunikacyjną. Leżą w niej m.in. miasta Reghin, Târgu Mureș, Turda, Aiud i Alba Iulia. Całą długością doliny biegną linia kolejowa i droga. 